# LaLa DX
LaLa DX è una rivista giapponese di manga shōjo pubblicata dalla Hakusensha a partire dal 1983. La LaLa DX  rivista sorella della più famosa LaLa, rivista shōjo sempre della Hakusensha, ed era originariamente pubblicata tre volte l'anno, ma passata successivamente alla bimestralità nei mesi pari e venduta il 10 del mese.

## Serie pubblicate
- 4 Jigen
- Shinigami no Ballad
- Cluster Edge
- Hana ni Arashi
- Hana no namae
- Harukanaru toki no naka de
- Honey
- Jūni Hisoku no Palette
- Kana, Kamo.
- Kimi to Himitsu no Kaen
- Kyōryūna Haisha-san
- Land of the Blindfolded
- Natsume degli spiriti
- Neko Love
- Sugar Family
- With!!
- Yoroshiku Master
- Zettai Heiwa Taisakusen